# Liste der Monuments historiques in Hégenheim
Die Liste der Monuments historiques in Hégenheim führt die Monuments historiques in der französischen Gemeinde Hégenheim auf.

## Liste der Bauwerke
| Bezeichnung          | Beschreibung | Standort                     | Kennzeichnung | Schutzstatus | Datum | Bild           |
| -------------------- | ------------ | ---------------------------- | ------------- | ------------ | ----- | -------------- |
| Château de Hegenheim | 1737 erbaut  | 27 rue de Bourgfelden (Lage) | PA00085745    | Inscrit      | 1990  | weitere Bilder |